# Aureococcus
Aureococcus ist eine Gattung von Mikroalgen aus dem Taxon der Heterokonta (auch Stramenopile genannt). Die einzige bekannte Art (Spezies) dieser Gattung ist Aureococcus anophagefferens.
Deren Zellen haben neben dem für Eukaryonten typischen Kern und Mitochondrium einen einzigen Chloroplasten sowie eine ungewöhnliche außerzelluläre polysaccharidähnliche Schicht.
Die Spezies kommt als (Piko- bzw.) Nanoplankton in marinen Umgebungen vor und kann schädliche Algenblüten (englisch brown tides) verursachen. Die Gattung wurde früher in die Familie der Goldbraunen Algen (Chrysophyceae) klassifiziert, wird aber aktuell (2021) zu den Pelagomonadaceae gestellt.

## Systematik
Gattung Aureococcus
- Spezies Aureococcus anophagefferens Hargraves & Sieburth, 1988[3][8][9]

## Viren
A. anophagefferens wird parasitiert vom Virus Aureococcus anophagefferens virus (AaV) alias Brown tide virus, einer bislang noch unbestätigten Spezies aus dem Phylum Nucleocytoviricota (NCLDV). Es gehört zu einer Gruppe von Riesenviren, die man zunächst als den Phycodnaviridae (Ordnung Algaevirales) zugehörig glaubte, die aber eher den Mimiviridae (Ordnung Imitervirales) nahezustehen scheinen und dort mit den Choanoviren (weiteren Kandidaten) eine als englisch Aureococcusviruses ‚Aureococcusviren‘ bezeichnete Klade bilden. Diese wird entweder in einer Schwesterfamilie der Mimiviridae mit vorgeschlagenem Namen Mesomimiviridae oder als basale Unterfamilie derselben mit Namen Mesomimivirinae gesehen.

## Bildergalerie

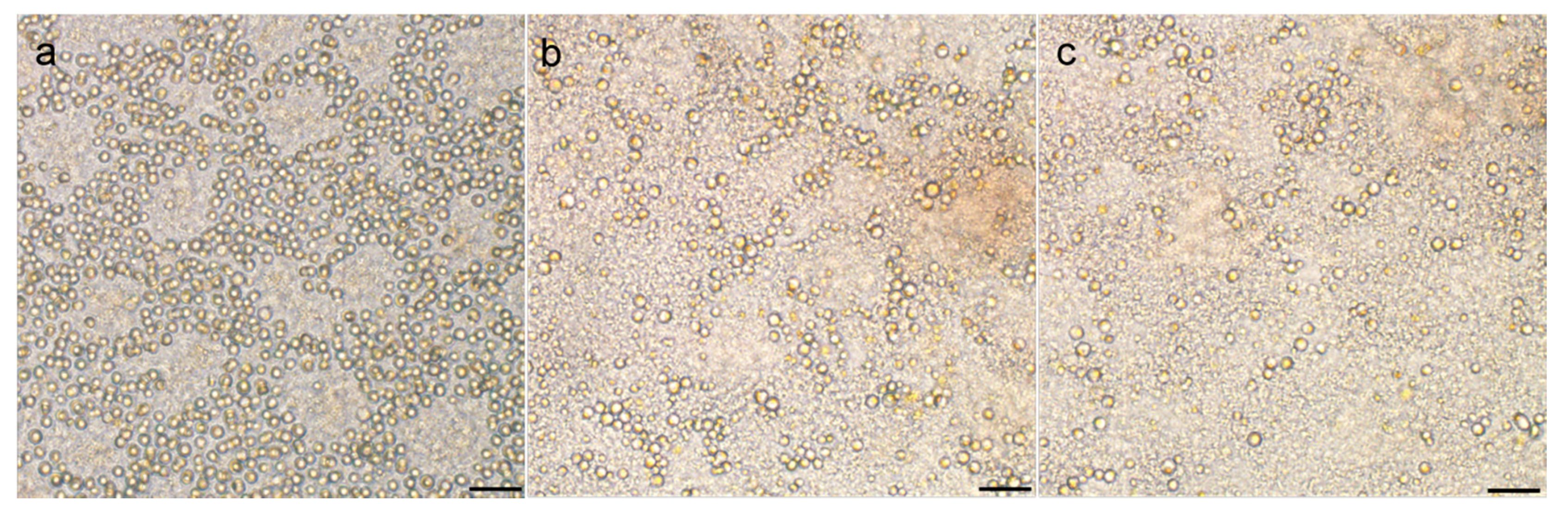
Zellen im Ruhestadium (RSCs) von A. anophagefferens Stamm CCMP1984 nach längerer Lagerung (von l. nach r.: 1, 2 und 3 Monate); Balken 10 µm.
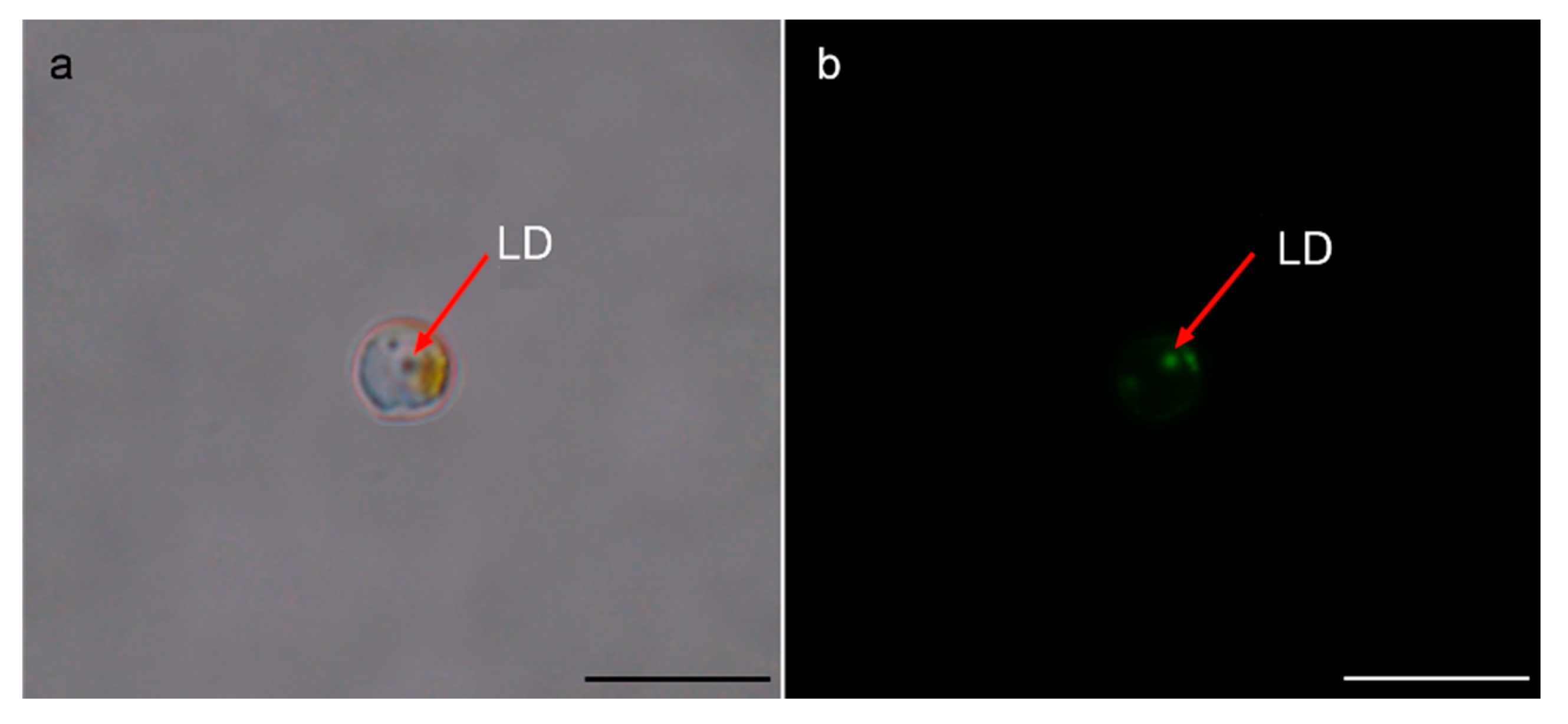
Lipid-angereicherte Tröpfchen (LD) in den RSCs von A. anophagefferens Stamm CCMP1984 (Pfeile); Balken 10 µm.
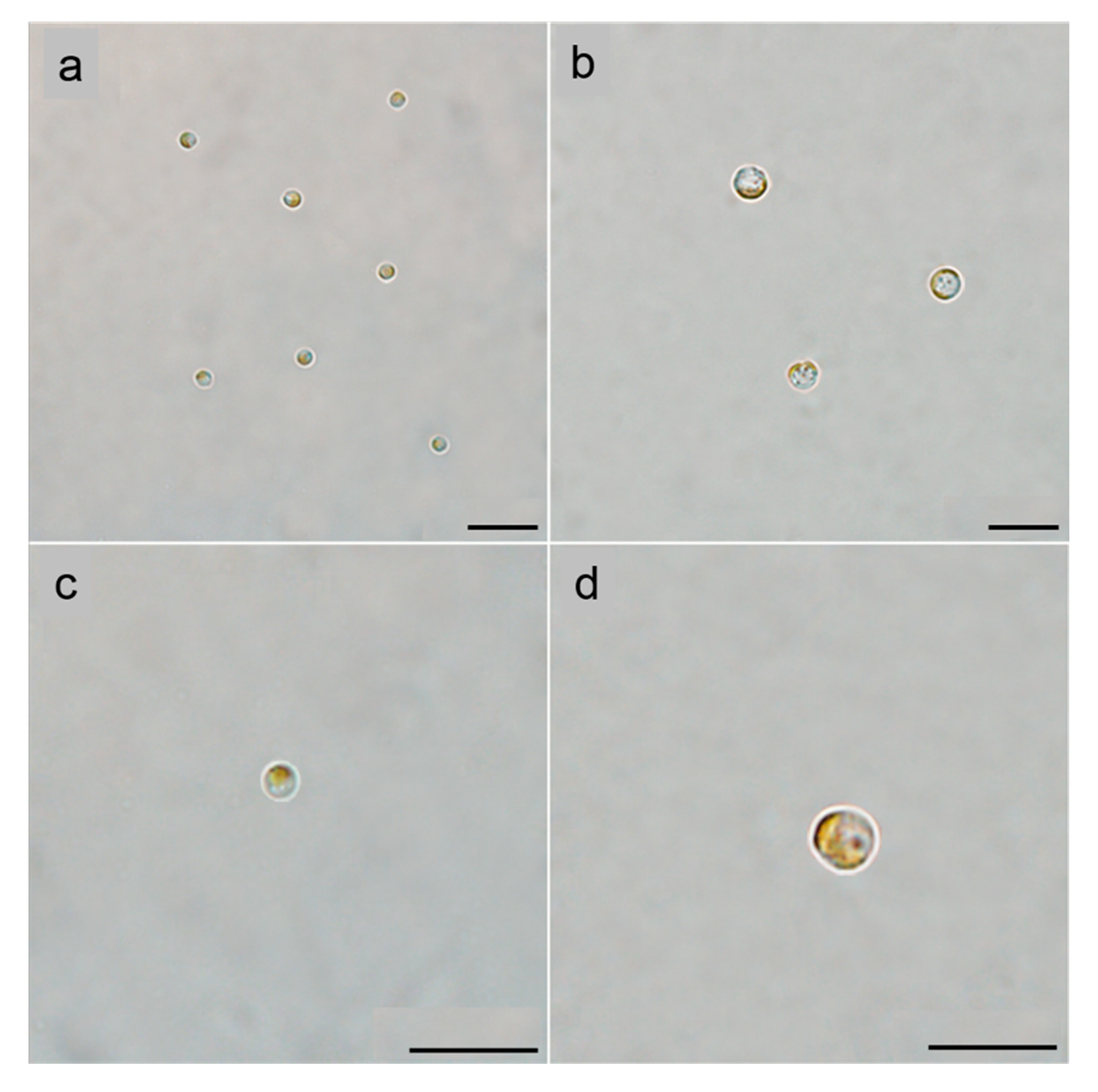
LM-Aufnahmen von A. anophagefferens Stamm CCMP1984: RSC und vegetative Zellen (VCs); Balken 10 µm.

### Weitere Bilder
- Bigelow (National Center for Marine Algae and Microbiota)

- CCMP1784 (Galerie)
- CCMP1707 (Galerie)
- CCMP3368